# 39 Dywizja Zmechanizowana
39 Gwardyjska Barwienkowska Dywizja Zmechanizowana (ros. 39-я гвардейская мотострелковая Барвенковская ордена Ленина дважды Краснознамённая орденов Суворова и Богдана Хмельницкого дивизия) – związek taktyczny Armii Radzieckiej przejęty przez Siły Zbrojne Federacji Rosyjskiej.
W końcowym okresie istnienia Związku Socjalistycznych Republik Radzieckich dywizja stacjonowała na terenie Niemieckiej Republiki Demokratycznej. W tym czasie wchodziła w skład 8 Armii. Dyslokowana do Rosji i rozformowana w 1992.

## Struktura organizacyjna
Skład w 1990:
- dowództwo i sztab – Ohrdruf
- 117 Gwardyjski Poznański pułk zmotoryzowany;
- 120 Gwardyjski Poznański pułk zmotoryzowany;
- 172 Gwardyjski Gnieźnieński pułk zmotoryzowany;
- 15 Gwardyjski Reczycki pułk czołgów;
- 23 batalion czołgów;
- 87 Gwardyjski Poznański pułk artylerii samobieżnej;
- 915 pułk rakiet przeciwlotniczych;
- 489 dywizjon przeciwpancerny;
- 11 batalion rozpoznawczy;
- 154 batalion łączności;
- 272 batalion inżynieryjno-saperski;
- 305 batalion obrony przeciwchemicznej;
- 1128 batalion zaopatrzenia;
- 49 batalion remontowy;
- 33 batalion medyczny.